# Aeroportul Aboisso
Aeroportul Aboisso (IATA: ABO, ICAO: DIAO) este un aeroport din Coasta de Fildeș ce deservește zona Aboisso. A fost numit după zona deservită.
Situat la o altitudine de 20 m, aeroportul dispune de o singură pistă.